# 安索氏纓麗魚
安索氏纓麗魚，為輻鰭魚綱鱸形目隆頭魚亞目慈鯛科的其中一種，分布於非洲奈及利亞、迦納西南部、象牙海岸東南部及貝南的淡水流域，體長可達8.8公分，棲息在底層水域，生活習性不明。

## 擴展閱讀
維基物種上的相關：安索氏纓麗魚